# زابوژه کژچانووسکیه
زابوژه کژچانووسکیه (به لهستانی:  Zaborze Krzeczanowskie) یک روستا در لهستان است که در گمینا شمیانتکووو واقع شده‌است.